# Сборная Австралии по футболу
Сборная Австралии по футболу (англ. Australia national association football team) — национальная футбольная команда, представляющая Австралию в международных матчах. Управляющая организация — Футбольная федерация Австралии. С 2006 года Австралия, ранее выступавшая в ОФК, является полноправным членом АФК и Федерации футбола Юго-Восточной Азии.
Австралия — четырёхкратный чемпион Океании (победитель Кубка наций ОФК) и лучшая команда Азии 2015 года (победитель Кубка Азии АФК); таким образом, Австралия — единственная в мире сборная, которая выигрывала чемпионаты двух конфедераций. Сборная выступала на чемпионате мира 1974 года от Океании, но в последующие годы лишь единожды в 2006 году смогла отобраться. В том же году Австралия перешла в АФК, так как её уровень уже слишком сильно превосходил класс остальных тихоокеанских сборных. Участвовала в чемпионатах мира по футболу 2010 и 2018 годов, а также смогла отобраться на мировое первенство 2014 года, проведя отборочные циклы с весьма достойными результатами. Лучшим достижением на чемпионате мира является выход в 1/8 финала в 2006 и 2022 годах. Сборная трижды участвовала в Кубке конфедераций.
По состоянию на 3 апреля 2025 года сборная занимает 26-е место в рейтинге ФИФА.

## История

### Ранние годы
Первая сборная Австралии была собрана в 1922 году в рамках турне по Новой Зеландии. В ходе тура Австралия в трёх играх потерпела два поражения и сыграла вничью. В течение следующих 36 лет сборные Австралии, Новой Зеландии и ЮАР стали участниками регулярных турне и выставочных игр. Австралия также играла против команд Канады и Индии в 1924 и 1928 годах соответственно в разгар их турне. Первым опытом выступления на крупных турнирах стал футбольный турнир Олимпийских игр 1956 года, однако Австралия сыграла только два матча: в первом была повержена Япония 2:0, во втором австралийцы проиграли Индии 2:4. Развитие воздушного сообщения с Австралией позволило островитянам совершать перелёты в Азию, Америку и Европу, чтобы играть с более сильными противниками, но географическое положение значительно повлияло на развитие футбола в стране, что поставило австралийцев в некую изоляцию.
Дважды команда пыталась попасть на чемпионат мира по футболу в 1966 и 1970 годах, но в обоих случаях азиатские команды (КНДР в 1966 и Израиль в 1970) преградили ей туда дорогу. В 1974 году, однако, австралийцы вышли впервые на чемпионат мира в Германии. Впрочем, выступила сборная там неудачно, разыграв нулевую ничью с Чили и проиграв ГДР и ФРГ. Основу команды составляли только любители, да и сама Австралия не забила ни одного гола. Следующее попадание на турнир состоялось только через 32 года, причём снова в Германию. За это время Австралия успела потерпеть ряд неудач в решающих встречах: в 1986 году путь на мундиаль ей преградила Шотландия, в 1994 году — Аргентина, в 1998 году — Иран, в 2002 году — Уругвай.
Парадокс сборной заключался в том, что она выступала в турнирах, не связанных с чемпионатом мира, на порядок лучше. В 1988 году на Кубке Двухсотлетия Австралии австралийцы разбили аргентинцев со счётом 4:1 (те были действовавшими чемпионам мира), в 1997 году на Кубке конфедераций сыграла вничью с Бразилией 0:0 на групповом этапе, а в полуфинале выбила уругвайцев 1:0. В 2001 году на Кубке конфедераций австралийцы победили действовавших чемпионов мира и Европы французов на групповом этапе, а в борьбе за третье место справились с Бразилией со счётом 1:0.

### Золотое поколение
В начале 2005 года Австралия решила покинуть зону Океании и уйти в Азиатскую зону ФИФА. Комментаторы, футбольные эксперты и простые болельщики считали, что это был единственный способ избавиться от полосы неудачных кампаний по выходу на чемпионат мира (на стороне выхода был и бывший капитан сборной Джонни Уоррен. 13 марта Азиатская конфедерация футбола на тайном голосовании приняла решение пригласить Австралию в свою зону, и это решение поддержали в Океании. ФИФА утвердила решение 30 июня 2005 года, но оно вступало в силу только с 1 января 2006 года: Австралии необходимо было доиграть отборочный турнир как команде из Океании.
Перед решающими встречами за выход на чемпионат мира был уволен Фрэнк Фарина, который провалил с командой Кубок конфедераций 2005 в Германии, а его место занял Гус Хиддинк. Австралии, 49-й сборной в рейтинге ФИФА, выпала судьба играть против Уругвая с 18-го места, который четыре года тому назад уже не пустил австралийцев на чемпионат мира. Перед этим австралийцы сыграли товарищескую встречу против Ямайки, обыграв её 5:0. Первый матч против Уругвая австралийцы проиграли 0:1, ответную встречу 16 ноября 2005 они проводили в Сиднее.

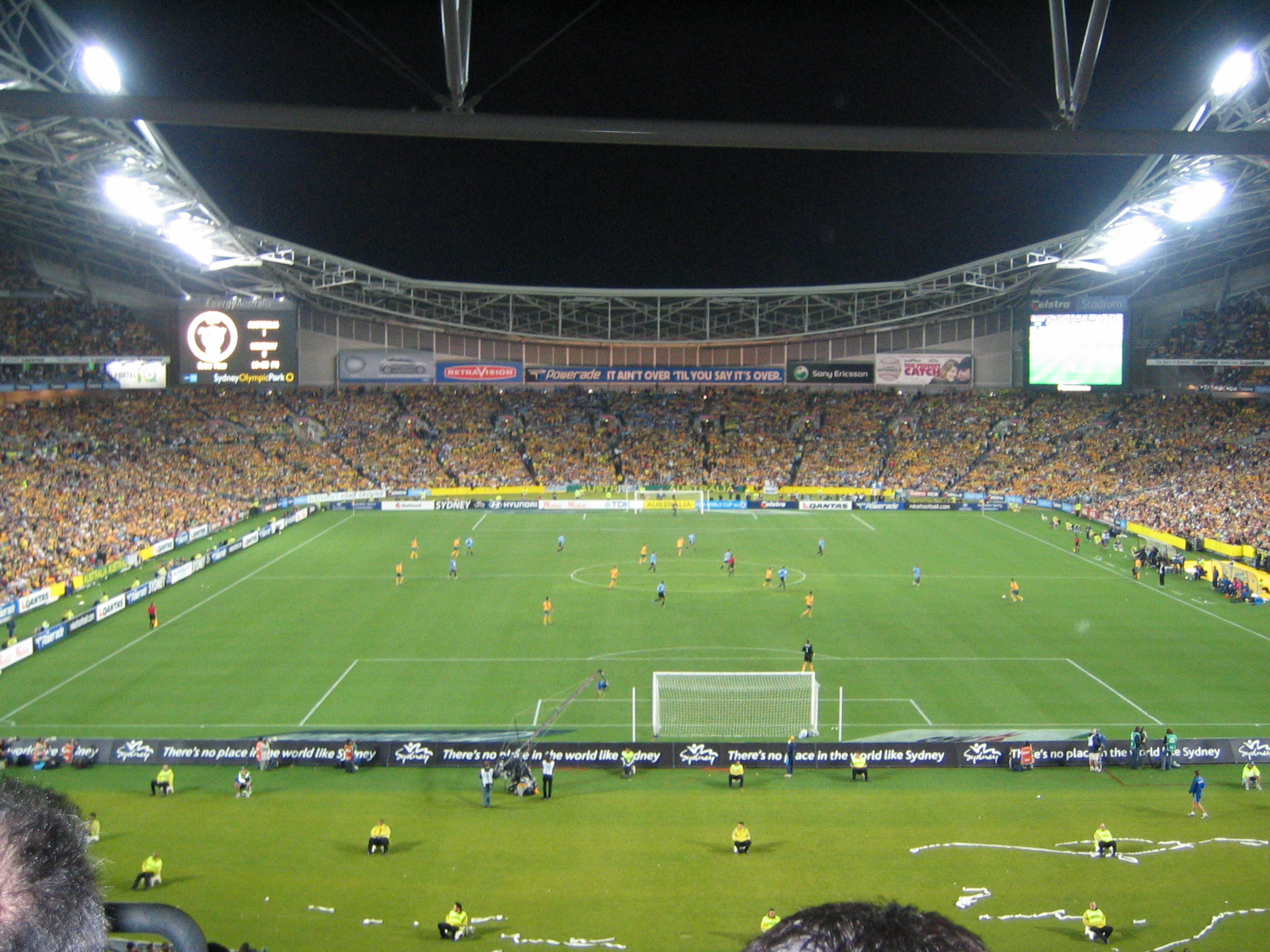
Австралия-Уругвай, матч на стадионе «Австралия»

На матче присутствовали 82698 человек. Австралийцы должны были выигрывать с разницей в 2 гола, чтобы гарантированно попасть на мундиаль или же перевести игру в овертайм, но только при счёте 1:0. В первой половине встречи отличился Марк Брешиано, и с таким счётом завершились 90 минут игрового времени. В овертайме победитель не выявился, зато в серии пенальти австралийцы наконец-то сломали дурную традицию и выиграли 4:2, впервые квалифицировавшись на чемпионат мира с 1974 года (к слову, они же стали первой сборной, попавшей на чемпионат через серию пенальти). Героем матча стал Марк Шварцер, взявший два удара, а Джон Алоизи реализовал победный 11-метровый пенальти.
В рейтинге участниц Австралия была 31-й командой, но при этом она сыграла вничью с Нидерландами 1:1 и победила греков 1:0 в рамках подготовки к турниру.
В финальной пульке австралийцев ждали Япония, Бразилия и Хорватия. В первом матче австралийцы победили японцев 3:1, забив все три гола после 84-й минуты (дважды отличился Тим Кэхилл, ещё гол забил Джон Алоизи). Эти три гола стали первыми для австралийцев на ЧМ и принесли ей первую победу.
Во втором матче австралийцы ожидаемо проиграли 0:2 Бразилии, а в третьем матче после ничьи с Хорватией 2:2 вышли в плей-офф. В первом же матче плей-офф против Италии спорный пенальти на последних минутах принёс итальянцам победу.
По окончании турнира Гус Хиддинк покинул сборную, а само выступление позволило команде Австралии стать лучшей сборной Азии 2006 года.
В историю участники чемпионата мира вошли как «золотое поколение».

### Наши дни
В ранге участника Кубка Азии 2007 года Австралия под руководством Грэма Арнольда дебютировала на первенстве Азии, направив 15 участников чемпионата мира в своём составе. В группе A австралийцы сыграли вничью с Оманом 1:1, обыграли Таиланд 4:0 и уступили Ираку 1:3. В четвертьфинале по пенальти австралийцы проиграли японцам, а 11 сентября 2007 поражение от Японии по пенальти 3:4 (счёт 1:1 в основное время матча) вынудило Арнольда уйти в отставку. Тренером австралийцев после него стал Пим Вербек 6 декабря 2007. Отбор на чемпионат мира 2010 года Австралия начала с третьего раунда квалификации, обойдя команды Катара, Ирака и Китая. За два тура до конца отборочных игр австралийцы вышли в финальную часть, заняв 1-е место и опередив также квалифицировавшихся японцев на 5 очков.

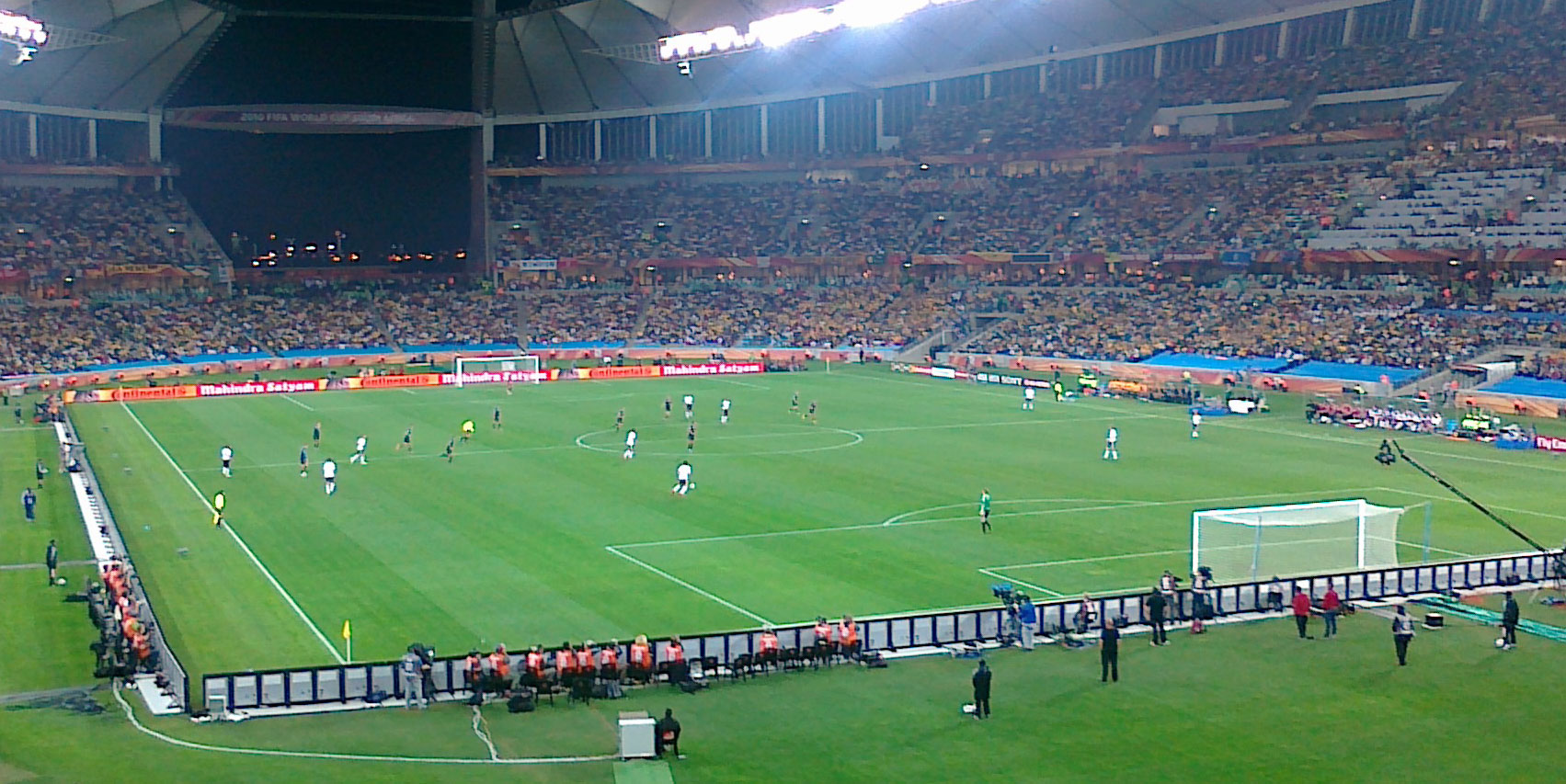
Австралия-Германия, матч чемпионата мира 2010 на стадионе «Мозес Мабида»

В финальной части австралийцы попали в группу к немцам, ганцам и сербам. 14 июня 2010 года в первом матче против Германии Вербек выбрал тактику играть без ярко выраженного форварда, и это сгубило островитян: немцы разгромили их 4:0, а Вербек подвергся обильной критике за тактику.
Эксперт с телеканала SBS Крэйг Фостер даже потребовал от Вербека немедленно подать в отставку. Второй матч против Ганы закончился вничью 1:1, а в третьем матче Австралия выиграла 2:1, но даже это не позволило австралийцам подняться выше 3-го места в группе. Вербек после чемпионата был немедленно уволен, его место занял Хольгер Осиек.
В 2010 году австралийцы квалифицировались на Кубок Азии 2011 года, в котором стали серебряными призёрами, уступив в финале японцам в дополнительное время 0:1. В 2012 году Австралия получила приглашение сыграть на чемпионате Восточной Азии, куда квалифицировалась успешно после турнира в Гонконге. Однако в финальной части команда заняла последнее место позади Японии, Республики Корея и Китая.
Отборочный цикл к чемпионату мира 2014 Австралия начинала, проведя перед этим ряд товарищеских матчей: нулевая ничья против сборных ОАЭ и Сербии, а также победы над Германией (2:1), Новой Зеландией (3:0) и Уэльсом (2:1). В третьем раунде в группе D Австралия уверенно заняла первое место, а в финальной части в группе B со второго места вышла в финальный раунд 18 июня 2013. После квалификации Австралия провела ряд товарищеских матчей, сыграв против Бразилии и Франции и потерпев два поражения с общим счётом 0:6. Это вынудило австралийцев потребовать от Осиека отставки, разорвав досрочно свой контракт. Через две недели тренером был назначен Анге Постекоглу, дебютировавший с победы над сборной Коста-Рики со счётом 1:0 (гол забил Джошуа Кеннеди). В финальной части сборная сыграла с Испанией, Нидерландами и Чили. В первом матче Австралия проиграла Чили 1:3, во втором Нидерландам 2:3 и из-за этого потеряла шансы на выход в плей-офф. В последнем матче Австралия проиграла Испании (0:3).
16-й по счету Кубок Азии 2015 года прошёл в Австралии с 9 по 31 января. По многочисленным отзывам организация турнира прошла на высочайшем уровне. В финале при 76 385 зрителей Австралия в дополнительное время вырвала победу у Южной Кореи 2:1. Австралийская сборная стала единственной в мире сборной, чемпионом двух конфедераций.
На чемпионате мира 2018 года австралийцы проиграли будущему чемпиону Франции (1:2), сыграли вничью с датчанами (1:1), но в решающем матче проиграли Перу (0:2). Тем самым они заняли последнее место в группе, набрав одно очко.
На 17-м Кубке Азии, прошедшем в 2019 году в ОАЭ, сборная Австралии в первом матче минимально уступила сборной Иордании. Однако затем обыграла команды Палестины (0:3) и Сирии (3:2), и вышла, со второго места, в 1/8 финала, где, в серии пенальти, выбила сборную Узбекистана. А 1/4 финала сборная Австралии уступила хозяйке турнира — сборной ОАЭ (1:0).
На чемпионате мира 2022 года в Катаре, сборная Австралии, как и четыре года назад, оказалась в группе со сборными Франции и Дании, а также со сборной Туниса. В первом матче, со сборной Франции, Крейг Гудвин открыл счёт уже на 9-й минуте. Однако затем действующие чемпионы мира забили австралийцам четыре безответных мяча, и одержали победу. В оставшихся матчах сборная Австралии обыграла Тунис и Данию с одинаковым счётом (1:0), и во второй раз в истории вышла плей-офф чемпионата мира. В 1/8 финала австралийцы встретились с будущим победителем турнира — сборной Аргентины, и уступили со счётом 2:1.

## Состав
Следующие игроки были вызваны в состав сборной главным тренером Тони, Поповичем для участия в матчах  отборочного турнира чемпионата мира 2026 против сборной Саудовской Аравии (14 ноября 2024) и сборной Бахрейна (19 ноября 2024).
Игры и голы приведены по состоянию на 19 ноября 2024 года:
|  | Вр  | Мэтью Райан       | 8 апреля 1992 (33 года)    | 96 | 0  | Ланс                     |  |  |
|  | Вр  | Джо Гаучи         | 4 июля 2000 (25 лет)       | 7  | 0  | Астон Вилла              |  |  |
|  | Вр  | Пол Иццо          | 6 января 1995 (30 лет)     | 0  | 0  | Раннерс                  |  |  |
|  |     |                   |                            |    |    |                          |  |  |
|  | Защ | Азиз Бехич        | 16 декабря 1990 (34 года)  | 77 | 2  | Мельбурн Сити            |  |  |
|  | Защ | Милош Дегенек     | 28 апреля 1994 (31 год)    | 44 | 1  | ТСЦ Бачка Топола         |  |  |
|  | Защ | Харри Суттар      | 22 октября 1998 (26 лет)   | 36 | 11 | Шеффилд Юнайтед          |  |  |
|  | Защ | Кай Роулс         | 24 июня 1998 (27 лет)      | 24 | 1  | Ди Си Юнайтед            |  |  |
|  | Защ | Райан Грант       | 26 февраля 1991 (34 года)  | 77 | 2  | Сидней                   |  |  |
|  | Защ | Джордан Бос       | 29 октября 2002 (22 года)  | 19 | 1  | Вестерло                 |  |  |
|  | Защ | Камерон Берджесс  | 21 октября 1995 (29 лет)   | 13 | 0  | Ипсвич Таун              |  |  |
|  | Защ | Льюис Миллер      | 24 августа 2000 (24 года)  | 10 | 1  | Хиберниан                |  |  |
|  | Защ | Джейсон Джерия    | 10 мая 1993 (32 года)      | 5  | 0  | Альбирекс Ниигата        |  |  |
|  | Защ | Хейден Мэттьюс    | 19 июня 2004 (21 год)      | 1  | 0  | Портсмут                 |  |  |
|  |     |                   |                            |    |    |                          |  |  |
|  | ПЗ  | Джексон Ирвин     | 7 марта 1993 (32 года)     | 76 | 11 | Санкт-Паули              |  |  |
|  | ПЗ  | Айдин Хрустич     | 5 июля 1996 (29 лет)       | 31 | 4  | Салернитана              |  |  |
|  | ПЗ  | Райли Макгри      | 2 ноября 1998 (26 лет)     | 29 | 1  | Мидлсбро                 |  |  |
|  | ПЗ  | Эйден О'Нил       | 4 июля 1998 (27 лет)       | 17 | 0  | Стандард Льеж            |  |  |
|  | ПЗ  | Патрик Язбек      | 5 апреля 2002 (23 года)    | 2  | 0  | Нэшвилл                  |  |  |
|  | ПЗ  | Энтони Касерес    | 29 сентября 1992 (32 года) | 2  | 0  | Сидней                   |  |  |
|  | ПЗ  | Макс Балар        | 20 ноября 2000 (24 года)   | 0  | 0  | НАК Бреда                |  |  |
|  |     |                   |                            |    |    |                          |  |  |
|  | Нап | Митчелл Дьюк      | 18 января 1991 (34 года)   | 45 | 12 | Матида Зельвия           |  |  |
|  | Нап | Мартин Бойл       | 25 апреля 1993 (32 года)   | 30 | 9  | Хиберниан                |  |  |
|  | Нап | Крейг Гудвин      | 16 декабря 1991 (33 года)  | 30 | 7  | Аль-Вахда Мекка          |  |  |
|  | Нап | Брендон Боррьелло | 25 июля 1995 (29 лет)      | 13 | 2  | Уэстерн Сидней Уондерерс |  |  |
|  | Нап | Кусини Йенги      | 15 января 1999 (26 лет)    | 11 | 6  | Портсмут                 |  |  |

## Рекордсмены сборной
|   | Имя           | Карьера    | Матчи | Голы |
| - | ------------- | ---------- | ----- | ---- |
| 1 | Марк Шварцер  | 1993—2013  | 109   | 0    |
| 2 | Тим Кэхилл    | 2004—2018  | 108   | 50   |
| 3 | Мэтью Райан   | 2012—н. в. | 100   | 0    |
| 4 | Лукас Нил     | 1996—2013  | 96    | 1    |
| 5 | Бретт Эмертон | 1998— 2012 | 95    | 20   |
| 6 | Алекс Тобин   | 1988—1998  | 87    | 2    |
| 7 | Марк Брешиано | 2001—2015  | 84    | 13   |
| 7 | Пол Уэйд      | 1986—1996  | 84    | 10   |
| 8 | Азиз Бехич    | 2012—н. в. | 81    | 3    |
| 9 | Марк Миллиган | 2006—2019  | 80    | 6    |
| 9 | Люк Уилкшир   | 2004—2014  | 80    | 8    |

Наибольшее количество голов за сборную
|    | Имя           | Карьера   | Голы | Матчи |
| -- | ------------- | --------- | ---- | ----- |
| 1  | Тим Кэхилл    | 2004—2018 | 50   | 108   |
| 2  | Дамиан Мори   | 1992—2002 | 29   | 45    |
| 3  | Арчи Томпсон  | 2000—2013 | 28   | 55    |
| 4  | Джон Алоизи   | 1997—2008 | 27   | 55    |
| 5  | Джон Космина  | 1976—1988 | 25   | 60    |
| 5  | Аттила Абоньи | 1967—1977 | 25   | 61    |
| 7  | Давид Здрилич | 1997—2005 | 20   | 30    |
| 7  | Миле Единак   | 2008—2018 | 20   | 79    |
| 7  | Бретт Эмертон | 2004—2012 | 20   | 95    |
| 10 | Грэм Арнольд  | 1985—1997 | 19   | 56    |

## Чемпионаты мира
| Год    | Раунд                | М                  | И                  | В                  | Н                  | П                  | Голы               |
| ------ | -------------------- | ------------------ | ------------------ | ------------------ | ------------------ | ------------------ | ------------------ |
| 1930   | Не состояла в ФИФА   | Не состояла в ФИФА | Не состояла в ФИФА | Не состояла в ФИФА | Не состояла в ФИФА | Не состояла в ФИФА | Не состояла в ФИФА |
| 1934   | Не состояла в ФИФА   | Не состояла в ФИФА | Не состояла в ФИФА | Не состояла в ФИФА | Не состояла в ФИФА | Не состояла в ФИФА | Не состояла в ФИФА |
| 1938   | Не состояла в ФИФА   | Не состояла в ФИФА | Не состояла в ФИФА | Не состояла в ФИФА | Не состояла в ФИФА | Не состояла в ФИФА | Не состояла в ФИФА |
| 1950   | Не состояла в ФИФА   | Не состояла в ФИФА | Не состояла в ФИФА | Не состояла в ФИФА | Не состояла в ФИФА | Не состояла в ФИФА | Не состояла в ФИФА |
| 1954   | Не состояла в ФИФА   | Не состояла в ФИФА | Не состояла в ФИФА | Не состояла в ФИФА | Не состояла в ФИФА | Не состояла в ФИФА | Не состояла в ФИФА |
| 1958   | Не состояла в ФИФА   | Не состояла в ФИФА | Не состояла в ФИФА | Не состояла в ФИФА | Не состояла в ФИФА | Не состояла в ФИФА | Не состояла в ФИФА |
| 1962   | Не состояла в ФИФА   | Не состояла в ФИФА | Не состояла в ФИФА | Не состояла в ФИФА | Не состояла в ФИФА | Не состояла в ФИФА | Не состояла в ФИФА |
| 1966   | Не квалифицировалась | -                  | -                  | -                  | -                  | -                  | -                  |
| 1970   | Не квалифицировалась | -                  | -                  | -                  | -                  | -                  | -                  |
| 1974   | Групповой этап       | 14                 | 3                  | 0                  | 1                  | 2                  | 0 — 5              |
| 1978   | Не квалифицировалась | -                  | -                  | -                  | -                  | -                  | -                  |
| 1982   | Не квалифицировалась | -                  | -                  | -                  | -                  | -                  | -                  |
| 1986   | Не квалифицировалась | -                  | -                  | -                  | -                  | -                  | -                  |
| 1990   | Не квалифицировалась | -                  | -                  | -                  | -                  | -                  | -                  |
| 1994   | Не квалифицировалась | -                  | -                  | -                  | -                  | -                  | -                  |
| 1998   | Не квалифицировалась | -                  | -                  | -                  | -                  | -                  | -                  |
| 2002   | Не квалифицировалась | -                  | -                  | -                  | -                  | -                  | -                  |
| 2006   | 1/8 финала           | 16                 | 4                  | 1                  | 1                  | 2                  | 5 — 6              |
| 2010   | Групповой этап       | 21                 | 3                  | 1                  | 1                  | 1                  | 3 — 6              |
| 2014   | Групповой этап       | 30                 | 3                  | 0                  | 0                  | 3                  | 3 — 9              |
| 2018   | Групповой этап       | 30                 | 3                  | 0                  | 1                  | 2                  | 2 — 5              |
| 2022   | 1/8 финала           | 11                 | 4                  | 2                  | 0                  | 2                  | 4 — 6              |
| 2026   | Групповой этап       | -                  | -                  | -                  | -                  | -                  | - — -              |
| Итого: | 1/8 финала           | 6                  | 20                 | 4                  | 4                  | 12                 | 17 — 37            |

### Индивидуальная статистика
Все футболисты сборной Австралии в финальной стадии чемпионатов мира

По официальным данным ФИФА

| Количество матчей |                  |              |              |              |              |              |
| Игрок             | Дата рождения    | Матчи (голы) | Матчи (голы) | Матчи (голы) | Матчи (голы) | Матчи (голы) |
| Игрок             | Дата рождения    | ЧМ           | ЧМ           | ЧМ           | ЧМ           | Всего        |
| Тим Кэхилл        | 6 декабря 1979   | 2006 — 4(2)  | 2010 — 2(1)  | 2014 — 2(2)  | 2018 — 1     | 9(5)         |
| Марк Брешиано     | 11 февраля 1980  | 2006 — 4     | 2010 — 2     | 2014 — 3     |              | 9            |
| Миле Единак       | 3 августа 1984   | 2010 — 1     | 2014 — 3(1)  | 2018 — 3(2)  |              | 7(3)         |
| Лукас Нил         | 9 марта 1978     | 2006 — 4     | 2010 — 3     |              |              | 7            |
| Скотт Чипперфилд  | 30 декабря 1975  | 2006 — 4     | 2010 — 3     |              |              | 7            |
| Джейсон Чулина    | 5 августа 1980   | 2006 — 4     | 2010 — 3     |              |              | 7            |
| Крейг Мур         | 12 декабря 1975  | 2006 — 4(1)  | 2010 — 2     |              |              | 6(1)         |
| Марк Шварцер      | 6 октября 1972   | 2006 — 3(-4) | 2010 — 3(-6) |              |              | 6(-10)       |
| Бретт Эмертон     | 22 февраля 1979  | 2006 — 3     | 2010 — 3     |              |              | 6            |
| Мэтью Леки        | 4 февраля 1991   | 2014 — 3     | 2018 — 3     |              |              | 6            |
| Мэтью Райан       | 8 апреля 1992    | 2014 — 3(-9) | 2018 — 3(-5) |              |              | 6(-14)       |
| Винс Грелла       | 5 октября 1979   | 2006 — 4     | 2010 — 1     |              |              | 5            |
| Люк Уилкшир       | 2 октября 1981   | 2006 — 2     | 2010 — 3     |              |              | 5            |
| Джошуа Кеннеди    | 20 августа 1982  | 2006 — 2     | 2010 — 2     |              |              | 4            |
| Харри Кьюэлл      | 22 сентября 1978 | 2006 — 3(1)  | 2010 — 1     |              |              | 4(1)         |
| Марк Миллиган     | 4 августа 1985   | 2014 — 1     | 2018 — 3     |              |              | 4            |
| Джон Алоизи       | 5 февраля 1976   | 2006 — 4(1)  |              |              |              | 4(1)         |
| Марк Видука       | 9 октября 1975   | 2006 — 4     |              |              |              | 4            |
| Бранко Булевич    | 6 сентября 1947  | 1974 — 3     |              |              |              | 3            |
| Колин Каррен      | 21 августа 1947  | 1974 — 3     |              |              |              | 3            |
| Джимми Маккей     | 19 декабря 1943  | 1974 — 3     |              |              |              | 3            |
| Эдриан Олстон     | 6 февраля 1949   | 1974 — 3     |              |              |              | 3            |
| Джек Райли        | 27 августа 1943  | 1974 — 3(-5) |              |              |              | 3(-5)        |
| Рей Ричардс       | 18 мая 1946      | 1974 — 3     |              |              |              | 3            |
| Джимми Руни       | 10 декабря 1945  | 1974 — 3     |              |              |              | 3            |
| Питер Уилсон      | 15 сентября 1947 | 1974 — 3     |              |              |              | 3            |
| Дуг Утешенович    | 8 октября 1946   | 1974 — 3     |              |              |              | 3            |
| Манфред Шефер     | 12 февраля 1943  | 1974 — 3     |              |              |              | 3            |
| Миле Стерьовски   | 27 мая 1979      | 2006 — 3     |              |              |              | 3            |
| Карл Валери       | 14 августа 1984  | 2010 — 3     |              |              |              | 3            |
| Бретт Холмен      | 27 марта 1984    | 2010 — 3(2)  |              |              |              | 3(2)         |
| Джейсон Дэвидсон  | 29 июня 1991     | 2014 — 3     |              |              |              | 3            |
| Райан Макгоуэн    | 15 августа 1989  | 2014 — 3     |              |              |              | 3            |
| Томми Ор          | 10 декабря 1991  | 2014 — 3     |              |              |              | 3            |
| Алекс Уилкинсон   | 13 августа 1984  | 2014 — 3     |              |              |              | 3            |
| Бен Хэллоран      | 14 июня 1992     | 2014 — 3     |              |              |              | 3            |
| Мэттью Шпиранович | 27 июня 1988     | 2014 — 3     |              |              |              | 3            |
| Дэниэл Арзани     | 4 января 1999    | 2018 — 3     |              |              |              | 3            |
| Азиз Бехич        | 16 декабря 1990  | 2018 — 3     |              |              |              | 3            |
| Джексон Ирвин     | 7 марта 1993     | 2018 — 3     |              |              |              | 3            |
| Робби Круз        | 5 октября 1988   | 2018 — 3     |              |              |              | 3            |
| Аарон Муй         | 15 сентября 1990 | 2018 — 3     |              |              |              | 3            |
| Джош Рисдон       | 27 июля 1992     | 2018 — 3     |              |              |              | 3            |
| Том Рогич         | 16 декабря 1992  | 2018 — 3     |              |              |              | 3            |
| Трент Сейнсбери   | 5 января 1992    | 2018 — 3     |              |              |              | 3            |
| Томи Юрич         | 22 июля 1991     | 2018 — 3     |              |              |              | 3            |
| Аттила Абоньи     | 16 августа 1946  | 1974 — 2     |              |              |              | 2            |
| Питер Оллертон    | 20 мая 1951      | 1974 — 2     |              |              |              | 2            |
| Ричард Гарсия     | 4 сентября 1981  | 2010 — 2     |              |              |              | 2            |
| Дэвид Карни       | 30 ноября 1983   | 2010 — 2     |              |              |              | 2            |
| Никита Рукавица   | 22 июня 1987     | 2010 — 2     |              |              |              | 2            |
| Оливер Бозанич    | 8 января 1989    | 2014 — 2     |              |              |              | 2            |
| Мэтт Маккей       | 11 января 1983   | 2014 — 2     |              |              |              | 2            |
| Адам Таггарт      | 2 июня 1993      | 2014 — 2     |              |              |              | 2            |
| Джеймс Троизи     | 3 июля 1988      | 2014 — 2     |              |              |              | 2            |
| Эндрю Наббут      | 17 декабря 1992  | 2018 — 2     |              |              |              | 2            |
| Эрни Кэмпбелл     | 20 октября 1949  | 1974 — 1     |              |              |              | 1            |
| Харри Уильямс     | 7 мая 1951       | 1974 — 1     |              |              |              | 1            |
| Джон Уоррен       | 17 мая 1943      | 1974 — 1     |              |              |              | 1            |
| Желько Калац      | 16 декабря 1972  | 2006 — 1(-2) |              |              |              | 1(-2)        |
| Тони Попович      | 4 июля 1973      | 2006 — 1     |              |              |              | 1            |
| Майкл Бошан       | 8 марта 1981     | 2010 — 1     |              |              |              | 1            |
| Иван Франич       | 10 сентября 1987 | 2014 — 1     |              |              |              | 1            |

| Количество голов |                  |              |              |              |              |       |       |
| Игрок            | Дата рождения    | Голы (матчи) | Голы (матчи) | Голы (матчи) | Голы (матчи) | Всего | Всего |
| Игрок            | Дата рождения    | ЧМ           | ЧМ           | ЧМ           | ЧМ           | Голы  | Матчи |
| Тим Кэхилл       | 6 декабря 1979   | 2006 — 2(4)  | 2010 — 1(2)  | 2014 — 2(2)  | 2018 — 0(1)  | 5     | 9     |
| Миле Единак      | 3 августа 1984   | 2010 — 0(1)  | 2014 — 1(3)  | 2018 — 2(3)  |              | 3     | 7     |
| Бретт Холмен     | 27 марта 1984    | 2010 — 2(3)  |              |              |              | 2     | 3     |
| Джон Алоизи      | 5 февраля 1976   | 2006 — 1(4)  |              |              |              | 1     | 4     |
| Харри Кьюэлл     | 22 сентября 1978 | 2006 — 1(3)  | 2010 — 0(1)  |              |              | 1     | 4     |
| Крейг Мур        | 12 декабря 1975  | 2006 — 1(4)  | 2010 — 0(2)  |              |              | 1     | 6     |

## Форма

### Домашняя
| 1922    | ЧМ-1974 | 1991 — 1992 | 1993 | 1994 — 1996 | 1997 — 1998 | 1998 — 2000 | 2000        | 2001    | 2002 | 2004—2005 · КК-2005 |  |
| ЧМ-2006 | 2008    | ЧМ-2010     | 2012 | ЧМ-2014     | КК-2017     | ЧМ-2018     | 2020 — 2022 | ЧМ-2022 |      |                     |  |

### Гостевая
| 1997 — 1998 | 1998 — 2000 | 2000    | 2002 | 2004—2005 · КК-2005 | ЧМ-2006 | 2008 | ЧМ-2010 | 2012 | ЧМ-2014 | КК-2017 |
| ЧМ-2018     | 2020 — 2022 | ЧМ-2022 |      |                     |         |      |         |      |         |         |

### Резервная
| КК-2005 |

## Легенда о проклятии

Стилизованный герб Австралии, изображаемый на футболках национальной сборной

Согласно распространённой городской легенде, Австралию преследовало с 1970 по 2006 год футбольное «проклятие». Поводом к тому стали два стыковых матча против сборной Родезии, прошедших в 1969 году в Мозамбике, которые завершились вничью. Накануне третьей игры австралийцы обратились за помощью к некоему колдуну, который «помог» им выиграть 3:1, но австралийцы отказались платить колдуну гонорар — тысячу фунтов, которых у них не нашлось. Возмущённый колдун проклял австралийцев, и те вплоть до 2006 года только один раз попали на чемпионат мира (в 1974 году они проиграли два матча и сыграли вничью, не забив ни одного гола). Колдун вскоре скончался. В 2002 году бывший футболист той команды 1969 года Джонни Уоррен, работавший комментатором, выпустил автобиографию, в которой поведал о случае с колдуном, и этой книгой заинтересовался комик и телеведущий Джон Сафран. В 2004 году Сафран приехал в Мозамбик, где сумел договориться с одним из местных колдунов о проведении ритуала: Сафран вынужден был попросить прощения за обман, который совершили австралийцы в 1969 году. По совпадению, через два года Австралия впервые с 1974 года приняла участие в чемпионате мира.